# Libertella parva
Libertella parva är en svampart som beskrevs av Fautrey & Lambotte 1894. Libertella parva ingår i släktet Libertella och familjen Diatrypaceae.   Inga underarter finns listade i Catalogue of Life.